# Joseph Christoph Achleitner
Joseph Christoph Achleitner (* 13. Januar 1823 in Frasdorf, Königreich Bayern; † 5. März 1891 in Salzburg,  Österreich-Ungarn) war ein deutscher Zitherspieler, Komponist, Musikpädagoge und Dirigent. Er war bekannt als Kammervirtuose König Ottos von Griechenland.

## Leben

### Familie, Kindheit, Ausbildung und Zeit in Bayern, 1823 bis 1849
Josef Achleitners Vater war der Lehrer und Musiker Ludwig Achleitner. Er war der Älteste von elf Geschwistern. Zu diesen zählte Innocentius Achleitner. Joseph Achleitner erhielt Schulunterricht von seinem Vater. Dieser erteilte ihm auch Violin- und Klavierunterricht. Mit zehn Jahren war verrichtete er schon Orgeldienst in der Filialkirche Umrathshausen. Mit zwölf Jahren kam er nach Pfaffenhofen zu seinem Onkel, dem dortigen Lehrer. Hier wurde sein musikalisches Talent nicht mehr gefördert und er wurde zu schweren Arbeiten unter anderem beim Hausbau des Onkels verpflichtet. Im Gegenteil dazu wurde die Beweglichkeit seiner Finger durch diese Tätigkeiten erheblich eingeschränkt, wodurch er dem Violinunterricht, den er weiterhin in Rosenheim erhielt, nicht mehr nachgehen konnte. Durch die Intervention seines Großvaters, dem das Wohl des Kindes am Herzen lag, kam er m Herbst 1836 nach Rosenheim. Hier begann er eine Ausbildung als Lehrer. Zum dritten Ausbildungsjahr ging er nach Kraiburg. Hier wurde sein Talent bestens gefördert. Neben Violin- und Violinunterricht wurde seine Altstimme geschult und in der Kirche eingesetzt. Nach einem halben Jahr wurde er als Schulverweser nach Stephanskirchen versetzt. Im November 1839 trat er nach bestandener Aufnahmeprüfung ins Lehrerseminar in Freising ein. Er widmete seine freie Zeit der musikalischen Ausbildung. Er übte sich an allen Musikinstrumenten die im Seminar vorhanden waren. Sein Hauptinstrument aber war die Violine. Er spielte Erste Violine im Orchester des Seminars und trat auch solistisch in Erscheinung. Nach einer zweijährigen Ausbildung verließ er das Seminar und wurde in St. Zeno als Hilfslehrer angestellt. Von hier wurde er nach Farchant versetzt. Seine musikalischen Fähigkeiten brachte er hier engagiert ein. Er gab täglich von 19.00 bis 22.00 Uhr Instrumentalunterricht auf verschiedensten Instrumenten und konnte Geld zum Instrumentenkauf organisieren. So hatte er in wenigen Monaten die Möglichkeit mit allen notwendigen Instrumenten Kirchenmusik aufzuführen. Dieses Engagement befruchtete auch die umliegenden Ortschaften. Nach drei Jahren unterstützte er seinen kranken Vater als Hilfslehrer in Frasdorf. Daraufhin ging er als Schulverweser nach Rohrdorf und darauf nach Aschau. Er wurde neben seiner Stellung als Hilfslehrer zum Musikmeister der Gebirgsschützen ernannt, die er schon wie in Farchant durch Instrmentenerwerb und musikalische Ausbildung zu einem beachtenswerten Klangkörper formte. Um 1846 lernte bei einer Inspizierung der örtlichen Gegebenheiten durch Herzog Max Joseph in Bayern dieser ihn kennen und begann seine musikalischen Fähigkeiten zu schätzen. Unter anderem sein Zitherspiel, das er bereits 1842 begonnen hatte und in den vorhergegangenen Jahren verfeinert hatte, beeindruckte den Herzog bei dieser Gelegenheit. Nach drei Jahren wurde er nach Kohlgrub versetzt, wo er sich jetzt intensiver dem Zitherspiel widmete. Bei einer Audienz in Hohenschwangau lernte er die Königsfamilie kennen und beeindruckte auch diese durch sein Zitherspiel. Sie stellten den Kontakt mit König Otto von Griechenland her, den er bei Feierlichkeiten in Kohlgrub am 8. September 1849 kennenlernte.

### Zeit in Diensten König Ottos von Griechenland, 1849 bis 1862
Am 13. Dezember 1849 erhielt Achleitner ein Anstellungsdecret und trat in den Dienst bei König Otto. Er hielt sich darauf zunächst fünf Monate in München auf. Hier erhielt er eine Pedalharfe, deren Spiel er von da an intensivierte. Im Mai 1850 brach er dann mit Ottos Gefolge nach Griechenland auf und landeten am 12. Mai 1850 in Piräus und am Folgetag Athen. Neben seiner Tätigkeit als Kammermusiker des Königs widmete er sich der Kirchenmusik, wirkte zunächst als Musiklehrer am Hof und übernahm bald die Leitung der deutschen Schule vor Ort. Er gründete eine deutsche Feuerschützengesellschaft und wurde deren Oberschützenmeister und führte die damals moderne deutsche Blasmusik bei Hof ein. 1853 bereiste er Palästina. Am 29. Dezember 1853 heiratete er Anna Schäffner, eine Försterstochter aus Mainberg. Bald darauf wurde ein gemeinsamer Sohn geboren dessen Patenschaft König Otto übernahm. 1856 folgte eine Reise nach Ägypten und 1859 in den Libanon und nach Syrien. Im Verlauf des Militärputsches gegen Otto musste er gegen Ende Oktober 1862 das Land verlassen.

### Zeit in Salzburg, 1862 bis 1891
Da ihm bei seiner Rückkehr in Bayern nur eine Hilfslehrerstelle angeboten wurde und diese ihm als zu gering erschien, zog er nach Salzburg und kaufte hier 1863 das Kupelwieser-Schlössl. Er perfektionierte sein Zitherspiel und gab Instrumentalunterricht. In dieser Zeit besucht ihn Otto zweimal. 1869 erhielt er eine Einladung zum Großen Sängerfest in Baltimore. Daraufhin reiste Achleitner in die Vereinigten Staaten, wo er sich 18 Tage lange aufhielt. Im Rahmen der Reise traf er Amalie von Oldenburg, die sich in Oldenburg aufgehalten hatte. Nach seiner Rückkehr erteilte er weiter Musikunterricht, stellte dies aber nach einigen Jahren ein. Er lebte daraufhin bis zu seinem Tod in Salzburg.

## Werke (Auswahl)
Josef Achleitner komponierte nach eigenen Angaben um die 300 meist Salonstücke für Zither. Daneben arrangierte über 1000 weitere einfache Stücke für den Anfängerunterricht.
- Eine Sammlung Zither-Stücke / Sr. Königl. Hoheit dem durchlaucht. Herrn u. Fürsten / Maximilian / Herzog in Bayern / in allertiefster Ehrfurcht gewidmet von / Jos. Ach-leitner / Kammermusiker Sr. Maj. d. Königs / Athen den 1. Mai 1861. Die folgenden Stücke wurden auf der CD Von Frasdorf nach Griechenland in der Reihe Dokumente regionaler Musikkultur vom Volksmusikarchiv des Bezirks Oberbayern herausgegeben.
  - Alpenlied für Zither solo
  - Erinnerung an Tegernsee für Zither solo
  - Griechisches Volks-Lied Arrangement für Zither solo
  - Lied mit griechischem Text Arrangement für Zither solo
  - Lucia Arrangement für Zither solo
  - Lucrezia Arrangement für Zither solo
  - Lieblings-Arie der Griechen Arrangement für Zither solo
  - Lieblings-Polka der Griechen für Zither solo
  - Nillbarken Polka für Zither solo
  - Reiter-Polka für Zither solo
  - Sonambula Arrangement für Zither solo